# Брюнети

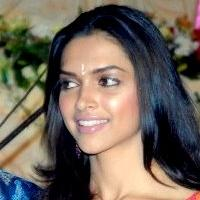
Індійська актриса Діпіка Падуконе з чорним блискучим волоссям

Чорний колір — найтемніший найпоширеніший у людей колір волосся. Є домінантною ознакою, зустрічається у представників усіх рас та національностей. Чорний колір волосся обумовлений підвищеним вмістом у їх клітинах пігменту еумеланіну. Відрізняється особливим блиском. Мати додаткові відтінки: від коричневого до синьо-чорного. На сонці таке волосся може відливати срібно-блакитним. 
Людей з чорним волоссям називають брюне́т(к)ами (рідше бруне́т(к)ами; від фр. brunet, від лат. brunus — коричневий). Людину з дуже чорним волоссям і темними очима називають жагу́чий брюне́т.

## Поширення
Більшість людей, які мешкають за межами Європи, мають чорний або темно-коричневий колір волосся. Ймовірно, цей колір був притаманний найдавнішим представникам виду Homo sapiens; найбільшою мірою він характерний для жителів Тропічної та Південної Африки, Азії та доколумбової Америки. Серед європеоїдів темний колір волосся є переважним у країнах середземномор'я (Південної Європи, Передньої Азії і Північної Африки), незалежно від етнічної приналежності індивідів. На північ цей колір волосся дуже поширений серед кельтів (в Ірландії темноволосих людей так і називають — Black Irish, або Чорні ірландці). Брюнети складають помітну частину населення і у Великій Британії, а також у різних регіонах Центральної та Східної Європи.

## Галерея

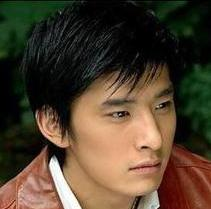
Корейський чоловік з чорним волоссям
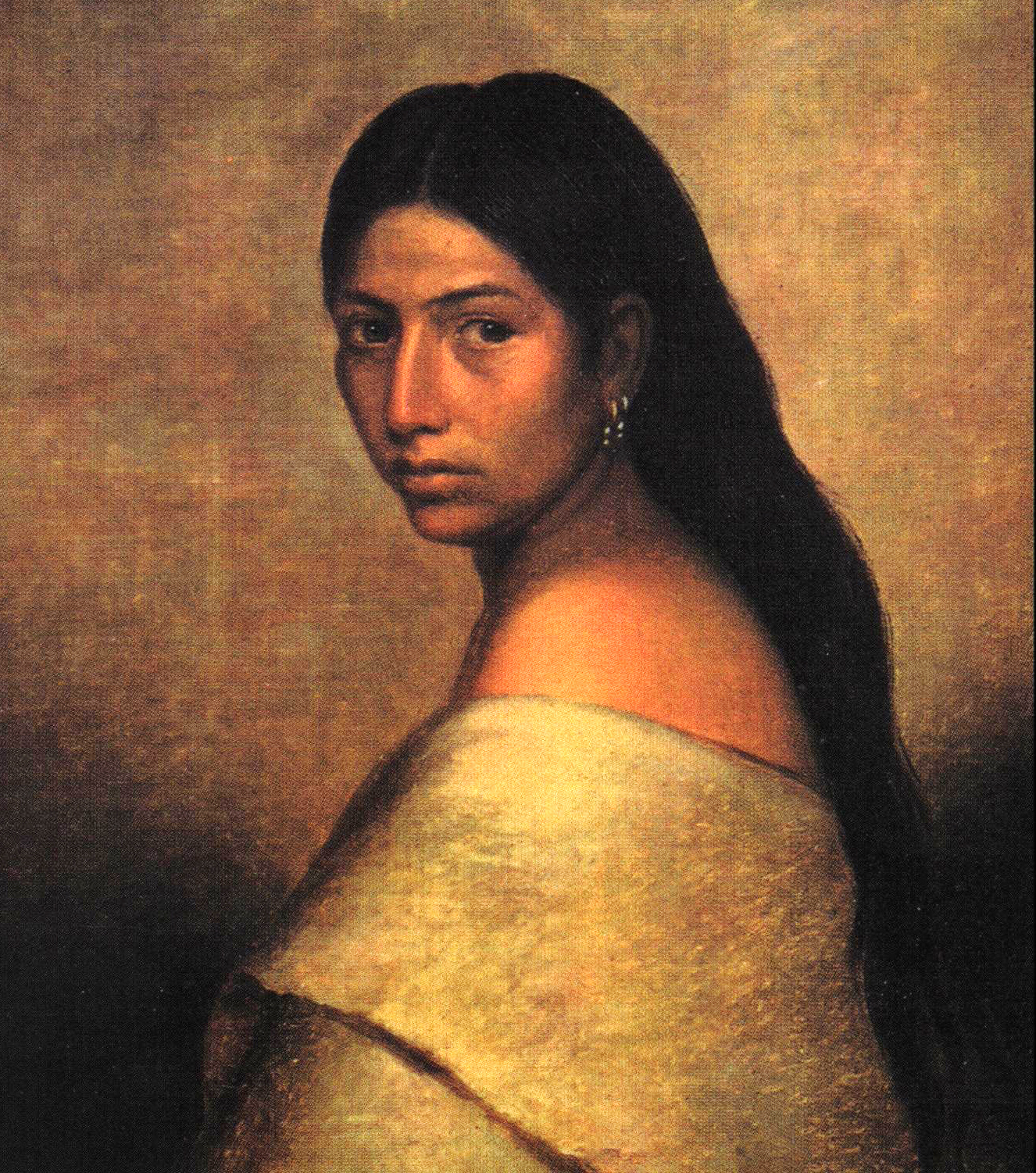
Портрет індіанки
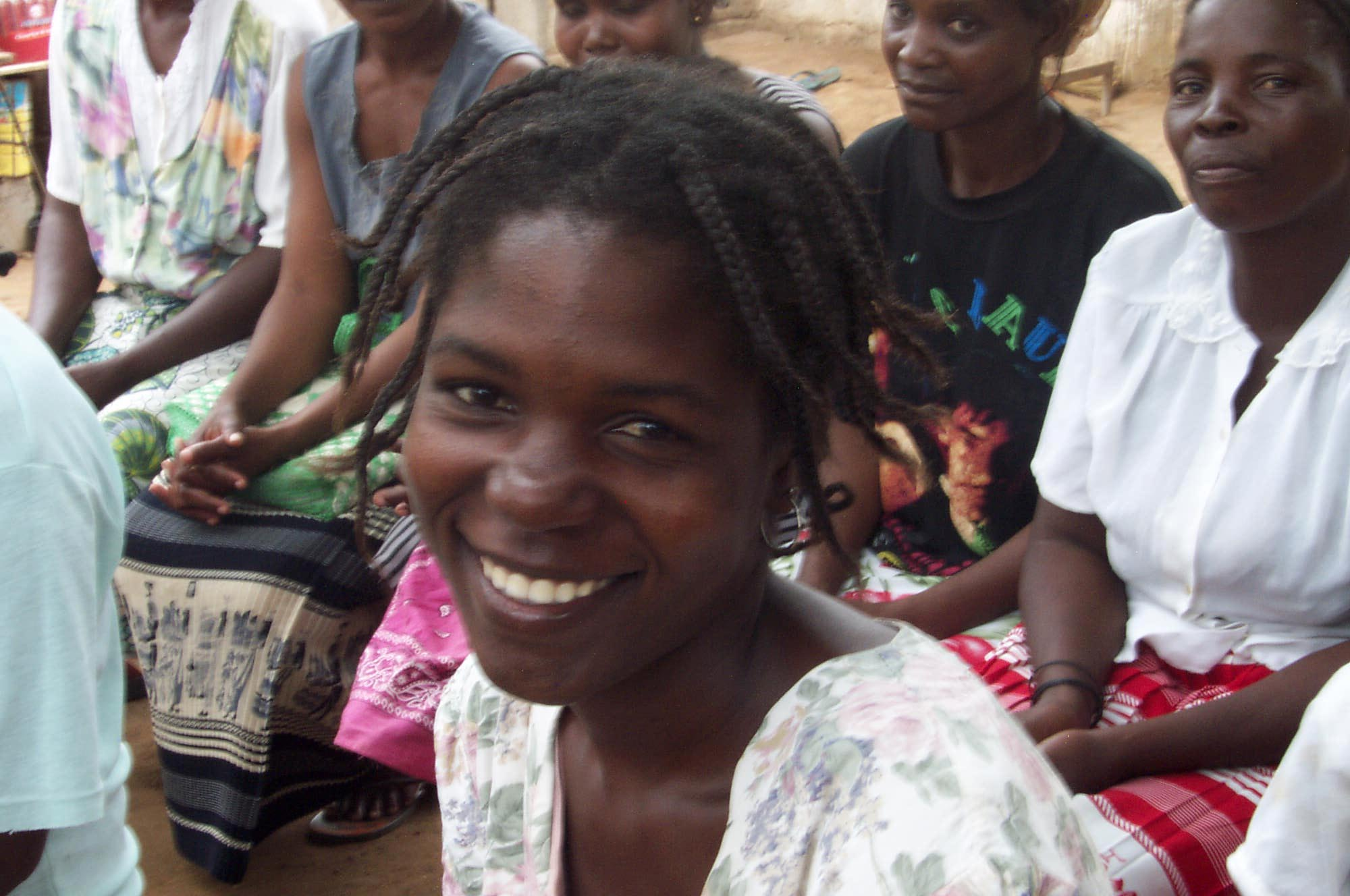
Жінка з Анголі.
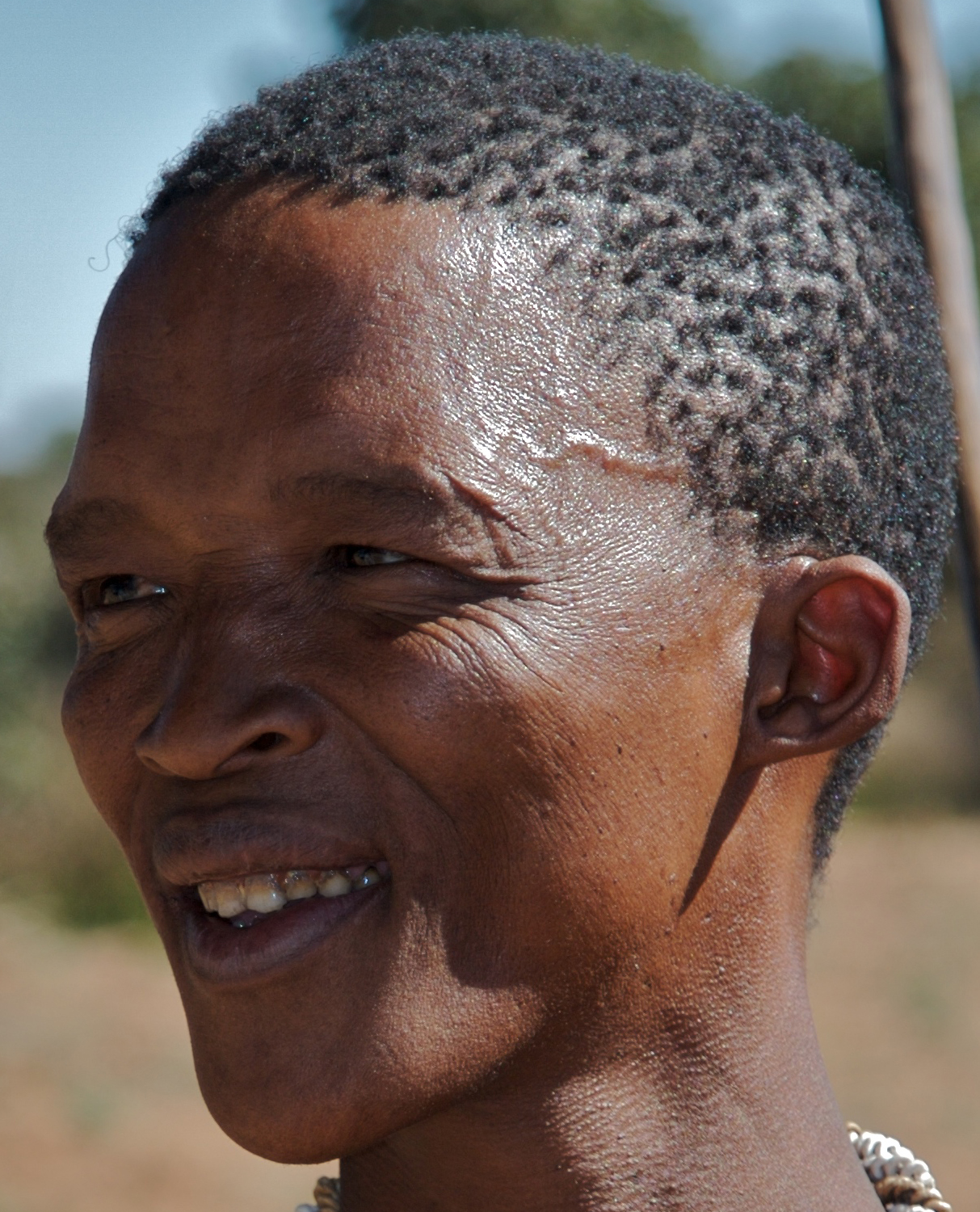
Бушмен Нк'хау з чорним волоссям.
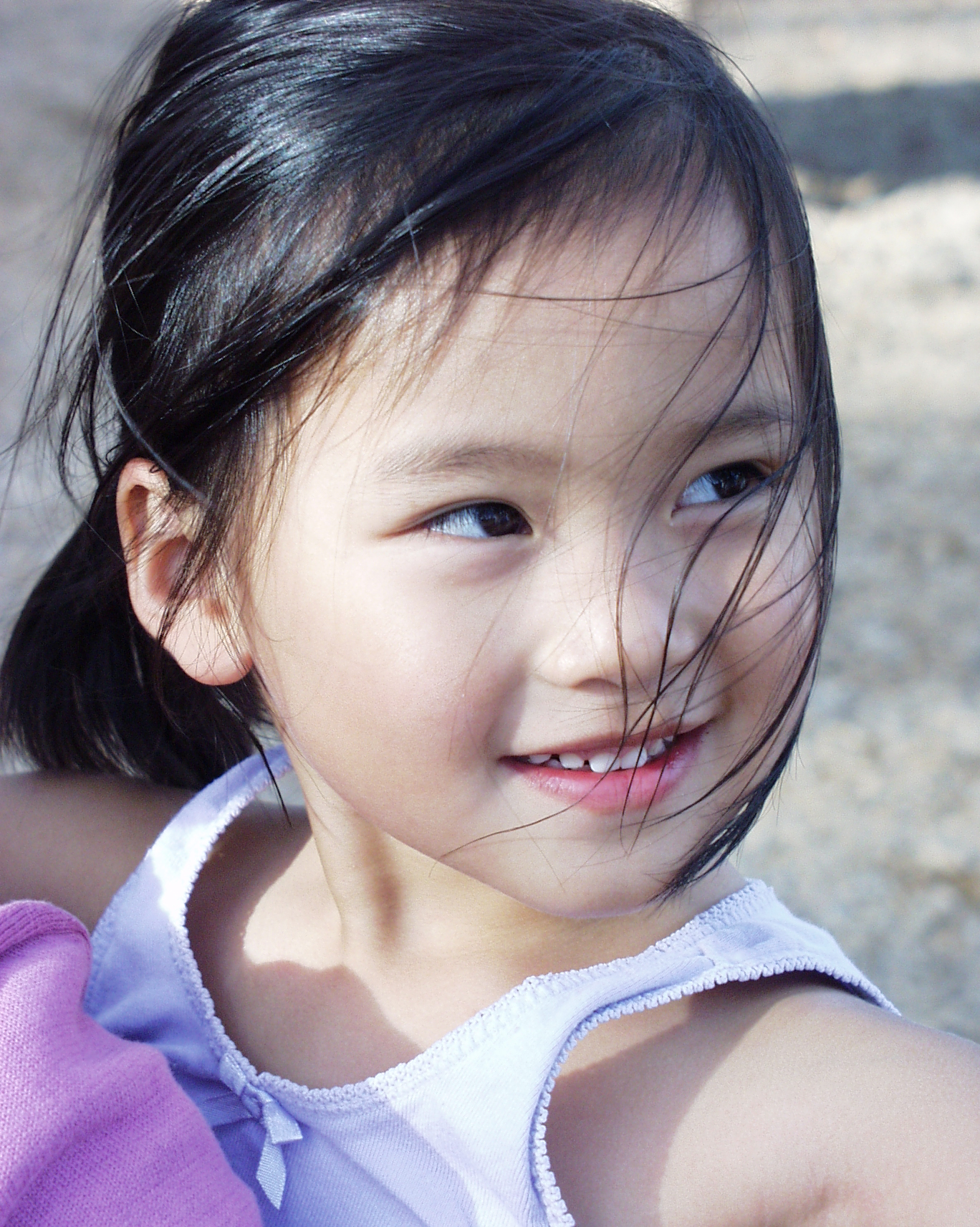
Китайська дівчина з чорним волоссям.
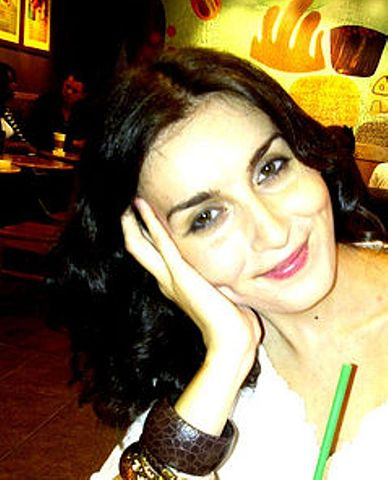
Черкешенко з чорним волоссям.
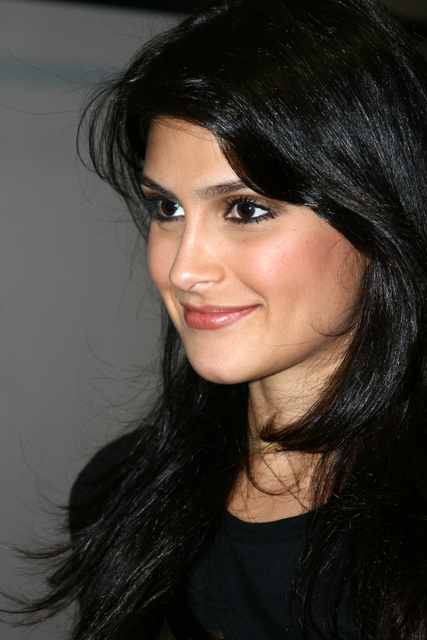
Бразильська модель та актриса Наталія Гімарайнш.
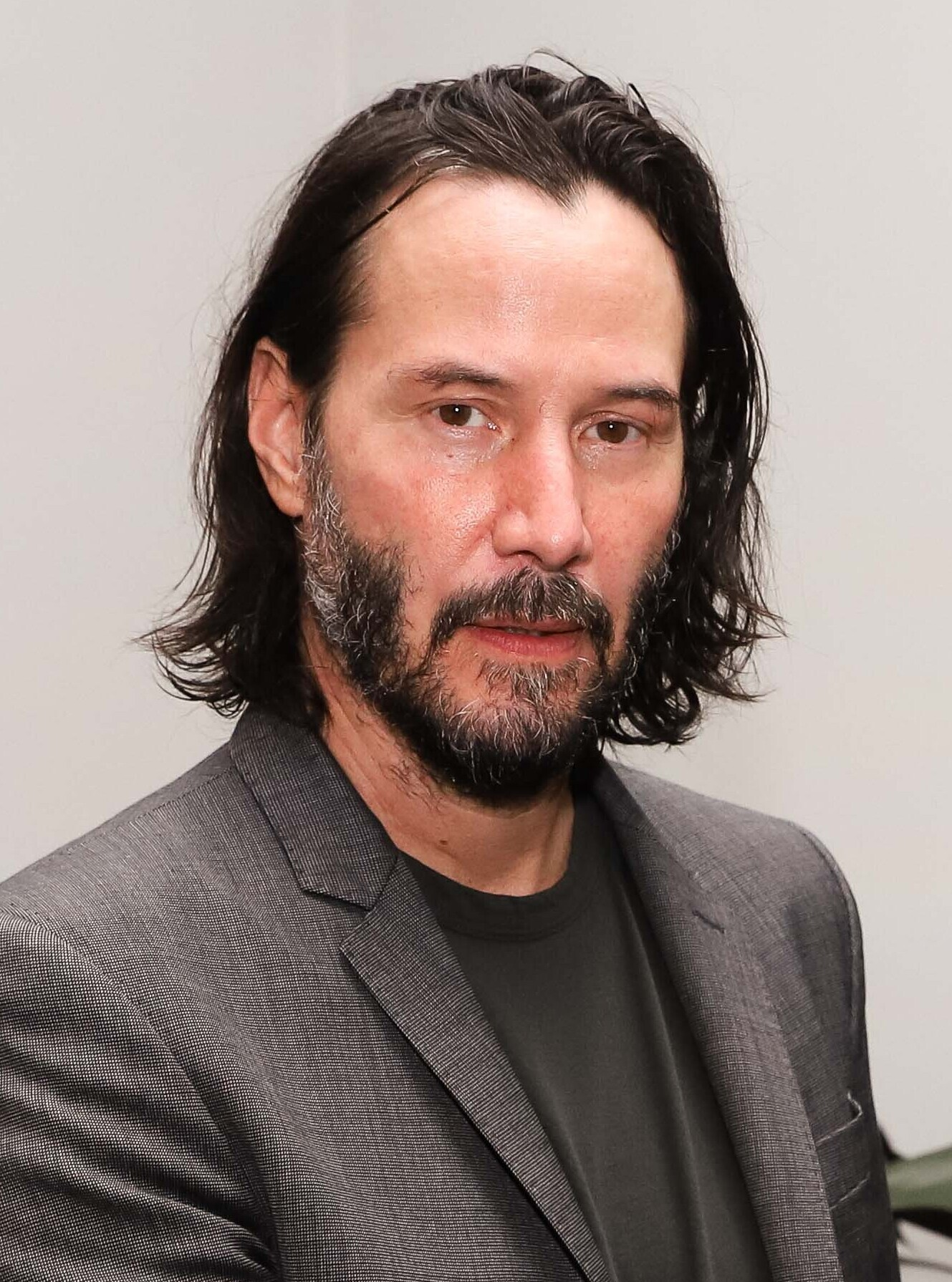
Канадський актерКіану Рівз.